# Amadeu Aba
Amadeu Aba (en hongarès: Aba Amadé) (1240? – Kassa, 5 de setembre de 1311) va ser un noble hongarès del segle xiii que va governar de facto els comtats independents del nord i del nord-est del Regne d'Hongria, -parts actuals d'Hongria, Eslovàquia i Ucraïna-. Va ocupar el càrrec de jutge del regne i de Nádor d'Hongria. Va ser assassinat a la porta sud de la ciutat de Kassa per burgesos saxons.

## Biografia
Amadeu era fill de l'ispán David Aba. Entre els seus germans destacaven Finta Aba, Pedro Aba i una germana de nom desconegut. Solament se sap dels seus descendents, que Amadeu va tenir sis fills i una filla, tots de nom desconegut. A la fi del segle xiii i al començament del segle xiv, Amadeu era un dels nobles més poderosos del Regne d'Hongria, qui va governar enormes territoris al nord-est del país. Primer el 1278 va tenir cert protagonisme en la segona batalla de Morvamező com a vassall del rei Ladislau IV d'Hongria i des de 1280 va lluitar aguerridament contra els cumanos invasors. Entre 1283 i 1285 va ser nomenat jutge del regne, i entre 1285 i 1301 va portar el títol de Nádor d'Hongria en sis ocasions. Igualment pels seus mèrits va rebre la fortalesa de Ung el 1288. Entre 1301 i 1310, ja que el tron estava vacant després de la mort del rei Andreu III d'Hongria, molts nobles van usar el títol de nádor al mateix temps, i van governar en diferents regions al mateix temps, entre ells Amadeu Aba. Sempre va recolzar a Andreu III fins a la seva mort, provant ser un dels vassalls més fidels del monarca.
Després de la mort d'Andreu III, mentre una sèrie de nobles es disputaven el tron, Amadeu Aba va formar un territori polític-administratiu independent amb les seves propietats. No va recolzar a cap dels pretendents al tron hongarès: ni a Venceslau III, ni a Otó III de Wittelsbach, ni a Carles I d'Hongria. Amadeu va mantenir la seva cort a Gönc i a Vizsoly, on va governar amb privilegis reials sobre els seus súbdits. El 1304 es va declarar vassall de Carles Robert Anjou, després de la qual cosa va signar una aliança amb ell a Bratislava al costat del duc de Estíria Rodolf III d'Habsburg contra el partit del jove rei Wenceslau d'Hongria. El 1307 Amadeu va prendre part com nádor a l'assemblea de Rákos, on Carles I va ser reconegut finalment com a rei d'Hongria. D'aquesta forma va tenir part l'any 1308 en l'elecció del rei i en la coronació de 1309. El 1310 va negociar a la ciutat de Szeged amb el noble hongarès Ladislau Kán, voivoda de Transsilvània, la devolució de la Santa Corona Hongaresa que es trobava en el seu poder.
Amadeu també va intervenir en les guerres de successió pel tron polonès. Va ser llavors quan el 1311 va ser assassinat per saxons durant un atac perpetrat a la ciutat de Kassa. Després de la seva mort, els fills de Amadeu es van alçar contra el rei Carles I d'Hongria aliant-se amb el noble Mateu Csák. No obstant això, tots van ser derrotats el 1312 a la batalla de Rozgony.